# يوم العمل (الولايات المتحدة)
يوم العمل أو عيد العمال (بالإنجليزية: Labor Day)‏ في الولايات المتحدة الأمريكية هو يوم عطلة عامة ويتم الاحتفال به في أول يوم اثنين في شهر سبتمبر. ويكرم هذا اليوم الحركة العمالية الأمريكية وقوة العمل الجماعي من قبل العمال،  الذين يُعتبرون ضروريين لعمل المجتمع.
وهو يوم الاثنين من عطلة نهاية الأسبوع الطويلة المعروفة باسم عطلة عيد العمال . ومن المتعارف اعتباره عطلة فيدرالية.
ابتداءً من أواخر القرن التاسع عشر، مع نمو النقابات العمالية والحركات العمالية، اقترح النقابيون تخصيص يوم للاحتفال بالعمل. وتم الترويج
لـ «يوم العمل» من قبل الاتحاد العمالي المركزي وفرسان العمل، الذين نظموا العرض الأول في مدينة نيويورك. وفي عام 1887، كانت ولاية أوريغون أول ولاية في الولايات المتحدة تجعل هذا اليوم عطلة رسمية.
ومع مضي الوقت أصبح هذا اليوم عطلة رسمية فيدرالية في عام 1894، واحتفلت ثلاثين ولاية في الولايات المتحدة رسميًا بعيد العمال.
يتم الاحتفال بعيد العمال الكندي أيضًا في أول يوم اثنين من شهر سبتمبر. وتحتفل أكثر من 80 دولة باليوم العالمي للعمال في الأول من مايو، وهو يوم عطلة عيد العمال الأوروبي القديم. (تم اختيار يوم مايو من قبل المعهد الدولي الثاني للأحزاب الاشتراكية والشيوعية لإحياء ذكرى قضية هايماركت، والتي وقعت في شيكاغو في 4 مايو 1886.)

## التاريخ

### الأصل
ابتداءً من أواخر القرن التاسع عشر، مع نمو النقابات العمالية والحركات العمالية، اختارت مجموعات مختلفة من النقابيين أيام متنوعة للاحتفال بعيد العمال. وفي الولايات المتحدة، تم اقتراح عطلة سبتمبر ليوم العمال في أوائل الثمانينيات. توجد قصص بديلة عن نشأة الحدث. [بحاجة لمصدر]
وفقًا للتاريخ المبكر من عيد العمال، نشأ هذا الحدث فيما يتعلق بالجمعية العامة لفرسان العمل التي عقدت في مدينة نيويورك في سبتمبر عام 1882. فيما يتعلق بمجلس الفرسان السري، عُقد موكب عام لمختلف المنظمات العمالية في 5 سبتمبر تحت رعاية الاتحاد العمالي المركزي (CLU) في نيويورك. ويُنسب إلى سكرتير الاتحاد العمالي المركزي (CLU) ماثيو ماغيري اقتراحه أولاً أن يقام يوم عيد العمال الوطني في يوم الاثنين الأول من كل سبتمبر في أعقاب هذه المظاهرة العامة الناجحة.

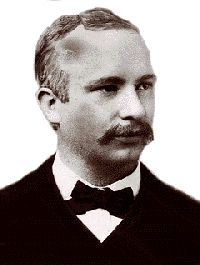
كثيراً ما يُنسب إلى بيتر ماكغواير ، نائب رئيس الاتحاد الأمريكي للعمل، أنه
مؤسس عيد العمال في الولايات المتحدة.

هناك أطروحة بديلة تؤكد أن فكرة يوم العمال كانت من بنات أفكار بيتر ماكغواير، نائب رئيس الاتحاد الأمريكي للعمل، الذي طرح الاقتراح الأولي في ربيع عام 1882. وفقًا لماكغواير، قدم في 8 مايو 1882 اقتراحًا إلى الاتحاد العمالي المركزي الناشئ في مدينة نيويورك بتخصيص يوم «عطلة عامة للطبقات العاملة». ووفقًا لماكجيير، فقد أوصى أيضًا بأن يبدأ الحدث بموكب في الشارع كدليل علني على تضامن وقوة العمال المنظمين، مع مسيرة تليها نزهة، والتي يمكن أن تقوم فيها النقابات المحلية المشاركة ببيع التذاكر كجمع التبرعات. ووفقًا لما قاله ماكغواير، فقد اقترح يوم الاثنين الأول من شهر سبتمبر باعتباره موعدًا مثاليًا لمثل هذا الاحتفال العام، بسبب الطقس الأمثل ومكان التاريخ في التقويم، وكونه في المنتصف بين الرابع من يوليو وأيام عيد الشكر الرسمية.
كانت نزهات يوم العمل والتجمعات العامة الأخرى كثيراً ما تُبرز خطب القادة العماليين البارزين. [بحاجة لمصدر]
في عام 1909، قام مؤتمر الاتحاد الأمريكي للعمل بتصنيف يوم الأحد الذي يسبق يوم العمال «يوم الأحد العمالي»، ليكون مخصصًا للجوانب الروحية والتعليمية للحركة العمالية. وقد فشل هذا التاريخ الثانوي في اكتساب أهمية كبيرة في الثقافة الشعبية.

### الاعتراف القانوني
في عام 1887 أصبحت ولاية أوريغون أول ولاية في الولايات المتحدة تجعل عيد العمال عطلة رسمية. ومع مضي الوقت أصبح هذا اليوم عطلة رسمية فيدرالية في عام 1894، احتفلت ثلاثين ولاية أمريكية رسميًا بعيد العمال. لكن القانون الفيدرالي جعله مجرد عطلة للعاملين الفيدراليين. وفي أواخر الثلاثينيات من القرن الماضي، كانت النقابات تشجع العمال على الإضراب للتأكد من حصولهم على ذلك اليوم كعطلة. جميع الولايات الأمريكية، ومقاطعة كولومبيا، والمناطق التابعة للولايات المتحدة، جعلت من عيد العمال عطلة قانونية.  

## عيد العمال مقابل عيد الأول من مايو
الأول من مايو (هو عطلة شعبية أوروبية قديمة تُعرف باسم عيد مايو) ظهرت في عام 1886 كعطلة بديلة للاحتفال بالعمل، وأصبحت تعرف فيما بعد باليوم العالمي للعمال. يعود أصل هذا التاريخ إلى مؤتمر الاتحاد الأمريكي للعمال لعام 1885، والذي أصدر قرارًا يدعو إلى تبني العمل لثماني ساعات يوميا اعتبارًا من 1 مايو 1886.
بينما كان من المتصور التفاوض للوصول لأيام عمل ذات أوقات عمل أقل، تم استخدام الإضراب لفرض هذا المطلب، ومع الدعوة إلى يوم 1 مايو كموعد للإضراب المنسق عن العمل. . وأظهر التقارب بينه وبين تاريخ هايماركت الدموي في 4 مايو 1886، صورة الأول من مايو بصورة راديكالية. [بحاجة لمصدر]
كان هناك خلاف بين النقابات العمالية في هذا الوقت حول الموعد الذي يجب أن يكون فيه احتفال العمال بعطلتهم، حيث ينادي البعض بالتركيز المستمر على تاريخ مسيرة سبتمبر، بينما سعى البعض الآخر إلى اختيار التاريخ الأكثر حدة سياسيا وهو الأول من مايو.
كان الرئيس الديموقراطي المحافظ جروفر كليفلاند أحد المتخوفين بأن عطلة العمال في الأول من مايو تميل إلى أن تصبح ذكرى لقضية هايماركت وستعزز الحركات الاشتراكية واللاسلطوية التي دعمت لإحياء ذكرى الأول من مايو حول العالم. وفي عام 1887، دعم علنًا عطلة عيد العمال في سبتمبر كبديل أقل إثارة. وتم اعتماد التاريخ رسميًا باعتباره عطلة في الولايات المتحدة في عام 1894. [بحاجة لمصدر]
منذ منتصف الخمسينيات، احتفلت الولايات المتحدة بيوم الولاء ويوم القانون في الأول من مايو.

## نهاية غير رسمية للصيف
ويطلق على عيد العمال «نهاية الصيف غير الرسمية» لأنه يمثل نهاية موسم الصيف الثقافي. يأخذ الكثيرون عطلاتهم لمدة أسبوعين خلال الأسبوعين المنتهيين في عطلة عيد العمال. وتبدأ العديد من الأنشطة الخريفية، مثل المدرسة والرياضة، في هذا الوقت.  
في الولايات المتحدة، تستأنف العديد من المناطق التعليمية الدراسة خلال عطلة نهاية أسبوع عيد العمال (انظر اليوم الأول من المدرسة). ويبدأ البعض في الأسبوع السابق، مما يجعل عطلة نهاية الأسبوع لعيد العمال أول ثلاثة أيام من التقويم المدرسي، بينما يعود آخرون في يوم الثلاثاء الذي يلي عيد العمال. تختار العديد من المناطق عبر الغرب الأوسط بدء الدراسة بعد عيد العمال.
في ولاية فرجينيا الأمريكية، نجحت صناعة الملاهي في الضغط على التشريعات التي تطلب من معظم المناطق التعليمية بالولاية أن يكون أول يوم دراسي لها بعد عيد العمال، من أجل منح العائلات عطلة نهاية أسبوع أخرى لزيارة حدائق الملاهي في الولاية. وقد تم تسمية النظام الأساسي ذي الصلة «قانون كينقز دومينيون» على اسم واحدة من هذه الملاهي. تم إلغاء هذا القانون في عام 2019.
في ولاية مينيسوتا الأمريكية، ينتهي معرض الدولة في عيد العمال. بموجب قانون الولاية، لا تبدأ المدارس العامة عادة إلا بعد الإجازة. كان أحد الأسباب المعطاة لهذا التوقيت هو إتاحة الوقت لأطفال المدارس لعرض مشاريع 4-H في المعرض.
في الألعاب الرياضية في الولايات المتحدة، تمثل عطلة عيد العمال بداية للعديد من الرياضات الخريفية.
فرق الرابطة الوطنية لرياضة الجامعات (NCAA) عادة ما تلعب أول مبارياتها في نهاية هذا الأسبوع، وفرق الدوري الوطني لكرة القدم الأمريكية (NFL) تلعب المباراة الأولى يوم الخميس بعد عيد العمال. أقيم سباق السيارات Southern 500 (سباقناسكار) في عطلة عيد العمال في حلبة سباق دارلينجتون في دارلينجتون، ساوث كارولينا من 1950 إلى 2003 ومنذ عام 2015. في Indianapolis Raceway Park ، وتعقد الرابطة الوطنية هوت رود نهائياتها لسباق السحب NHRA US Nationals في نهاية هذا الأسبوع. عيد العمال هو النقطة الوسطى بين الأسبوع الأول والثاني من بطولة الولايات المتحدة المفتوحة للتن التي تقام في فلشنغ مادوز، نيويورك.
في الأزياء، يعتبر (أو كان) عيد العمال هو اليوم الأخير الذي يكون من المقبول ارتداء اللون الأبيض  أو النسيج القطني.
هناك العديد من الفعاليات والأنشطة المُنظمة في المدن الكبرى. على سبيل المثال، تقدم نيويورك مهرجان عيد العمال، والألعاب النارية فوق جزيرة كوني. وفي واشنطن، هناك حدث شعبي وهو حفل عيد العمال في مبنى الكابيتول الأمريكي والذي يضم أوركسترا السمفونية الوطنية مع حضور مجاني.

## المبيعات في عيد العمال
للاستفادة من أعداد كبيرة من العملاء المحتملين الذين لديهم وقت للتسوق، أصبح يوم العمال عطلة نهاية أسبوع مهمة للحصول على التخفيضات والخصومات من قبل العديد من متاجر التجزئة في الولايات المتحدة، وخاصة بالنسبة لمبيعات العودة إلى المدارس.
ويزعم بعض تجار التجزئة أن عيد العمال هو أحد أكبر فترات البيع في السنة، ويأتي في المرتبة الثانية بعد يوم الجمعة السوداء في موسم عيد الميلاد.

## قائمة المراجع
- Green، James (2007). Death In the Haymarket: A Story of Chicago, the First Labor Movement and the Bombing that Divided Gilded Age America. Anchor. ISBN:1-4000-3322-5.

## روابط خارجية
- تاريخ يوم العمل، تاريخ الفنانين واتحاد الكتاب، الكتب الهزلية النادرة المتعلقة بالعمل
- عيد العمال هو 1 مايو: اليوم هو عطلة رئيس يعقوب . 7 سبتمبر 2015.
- اليوم ينتمي إلى العمال. يعقوب . 5 سبتمبر 2016.
- "Labor Day". الموسوعة الدولية الجديدة . 1905.